# Дикая природа Непала

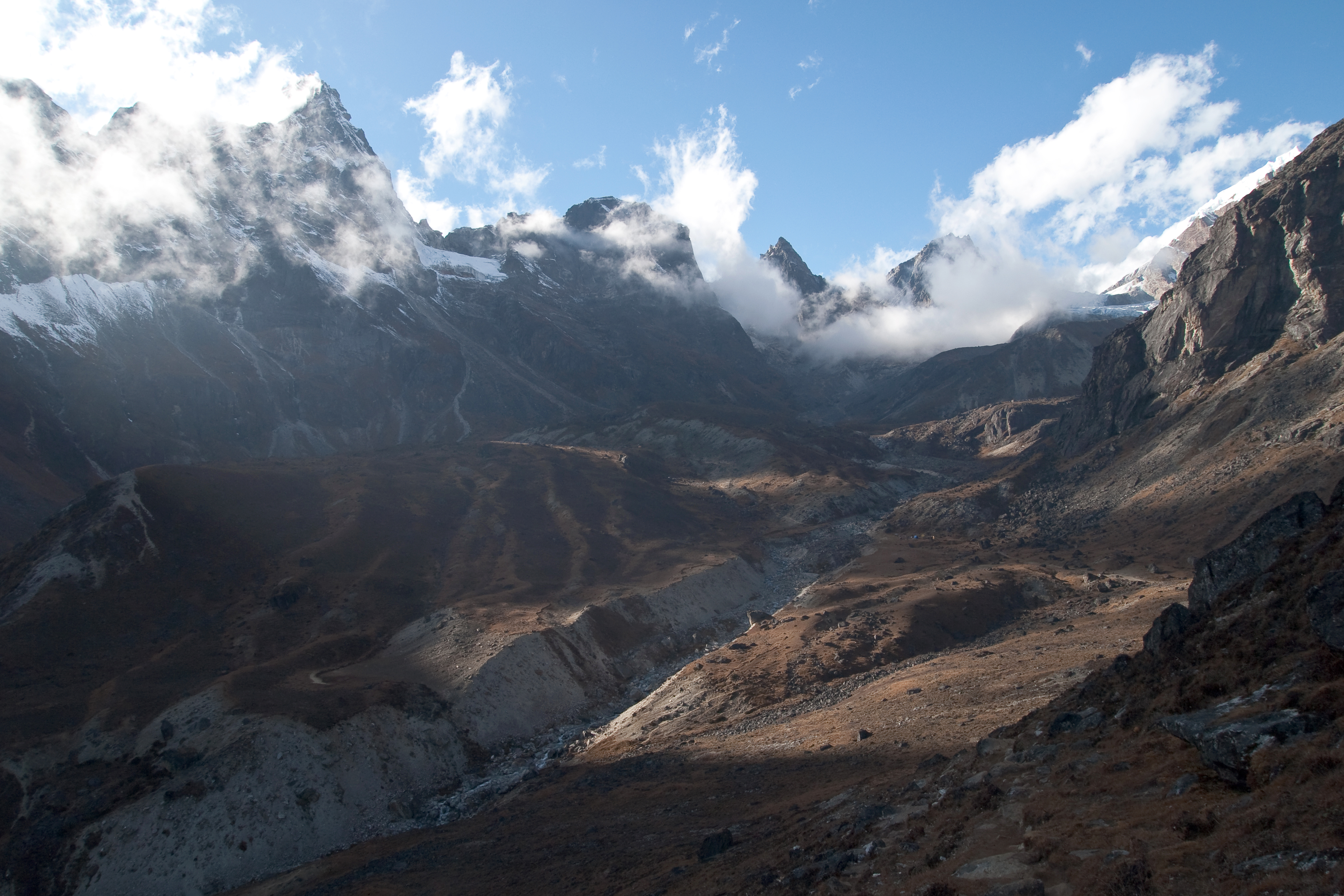

Непал отличается разнообразием дикой природы из-за разнообразных природных зон: от тропиков до вечной мерзлоты. В стране есть большое количество национальных парков для защиты флоры и фауны, страна известна своими животными-эндемиками.

## Охрана природы
В стране создано множество национальных парков и заповедников. В Непале около 20 охраняемых территорий. Наиболее известными являются: национальный парк Сагарматха, национальный парк Читван, долина Катманду.
Закон о охране дикой природы Непала был принят в 1973 году. С 1973 года было создано 20 охраняемых территорий: десять национальных парков, три заповедника дикой природы, шесть заповедных зон и один охотничий заказник.

### Национальные парки

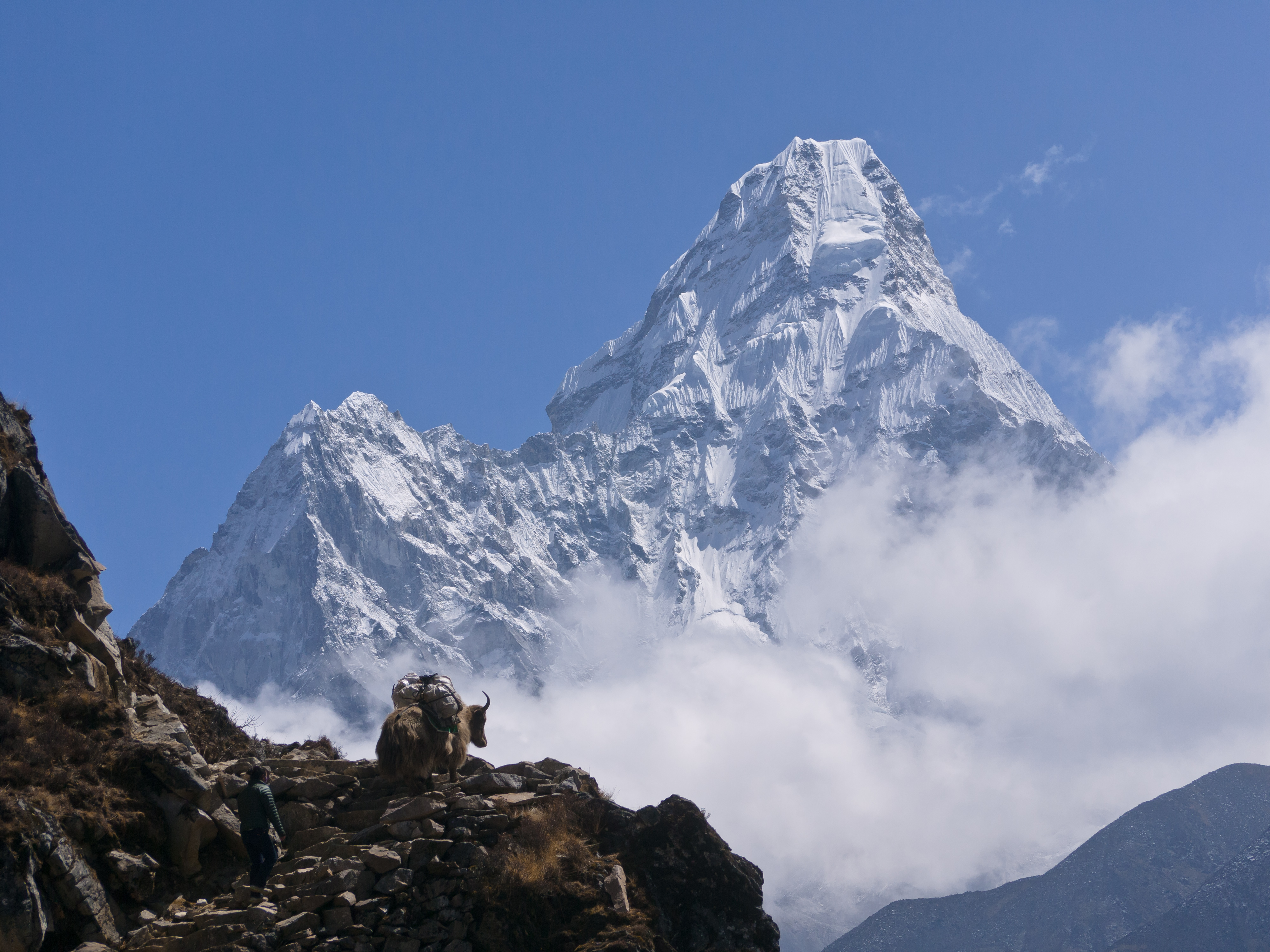
Сагарматха

- Национальный парк Читван — 952.63 км²
- Национальный парк Сагарматха — 1 148 км²
- Национальный парк Лангтанг — 1 710 км²
- Национальный парк Рара — 106 км²
- Национальный парк Хаптад — 225 км²
- Национальный парк Шей Фоксундо — 3 555 км²
- Национальный парк Бардия — 968 км²
- Национальный парк Макалу Барун — 1 500 км²
- Национальный парк Шивапури Нагаджун — 159 км²
- Национальный парк Банке — 550 км²
- Национальный парк Шуклафанта — 305 км²
- Национальный парк Парса — 637 км²

### Заповедники дикой природы
- Заповедник Коши Таппу — 175 км²

### Заповедники
- Национальный парк Аннапурны — 7 629 км²
- Заповедник Канченджанга — 2 035 км²
- Заповедник Манаслу — 1 663 км²
- Заповедник Блэкбак — 15,95 км²
- Заповедник Апи Нампа — 1 903км²
- Заповедник Гауришанкар — 2 179

### Охотничьи угодья
- Охотничий заповедник Дорпатан

## Фауна

### Млекопитающие

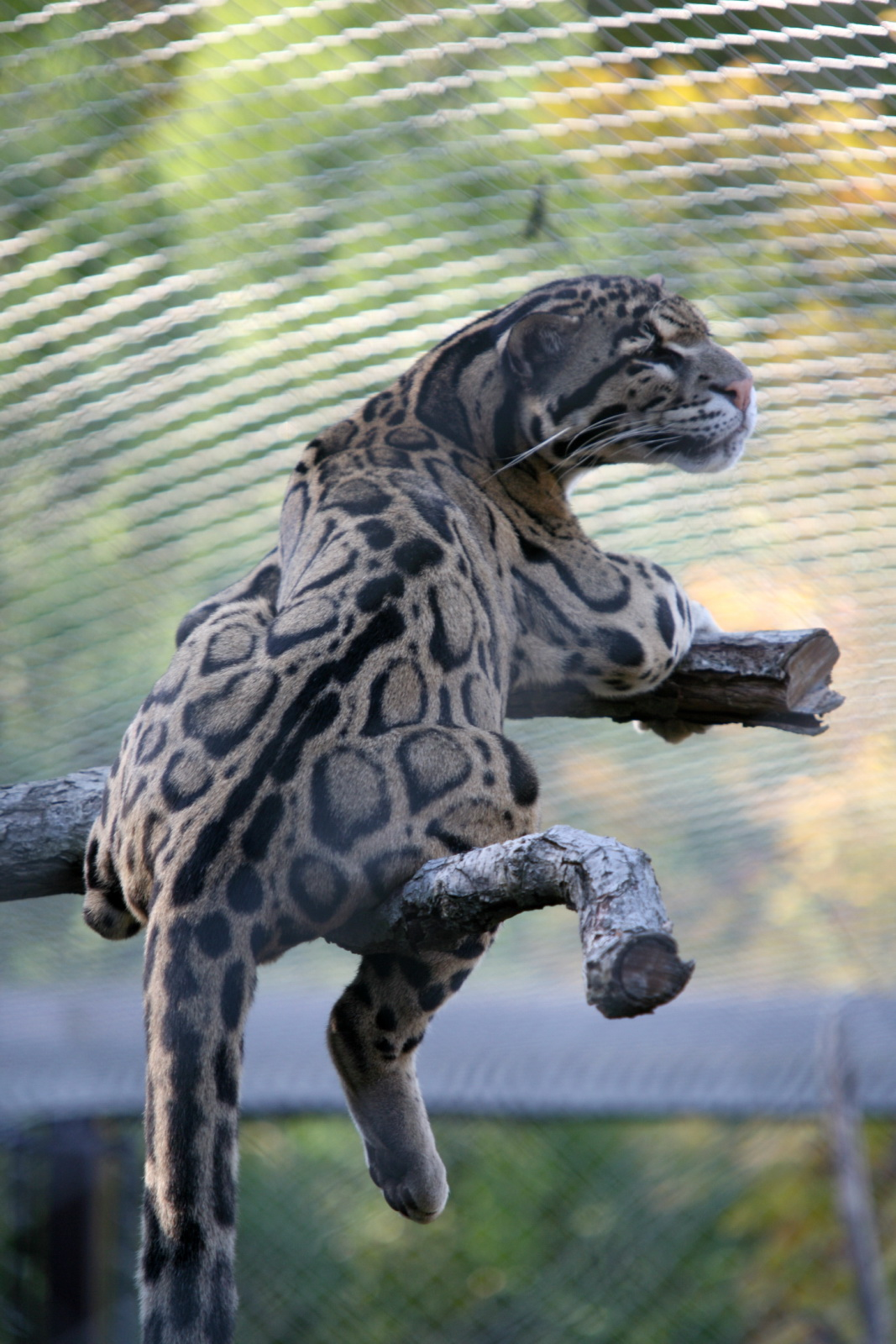
Дымчатый леопард
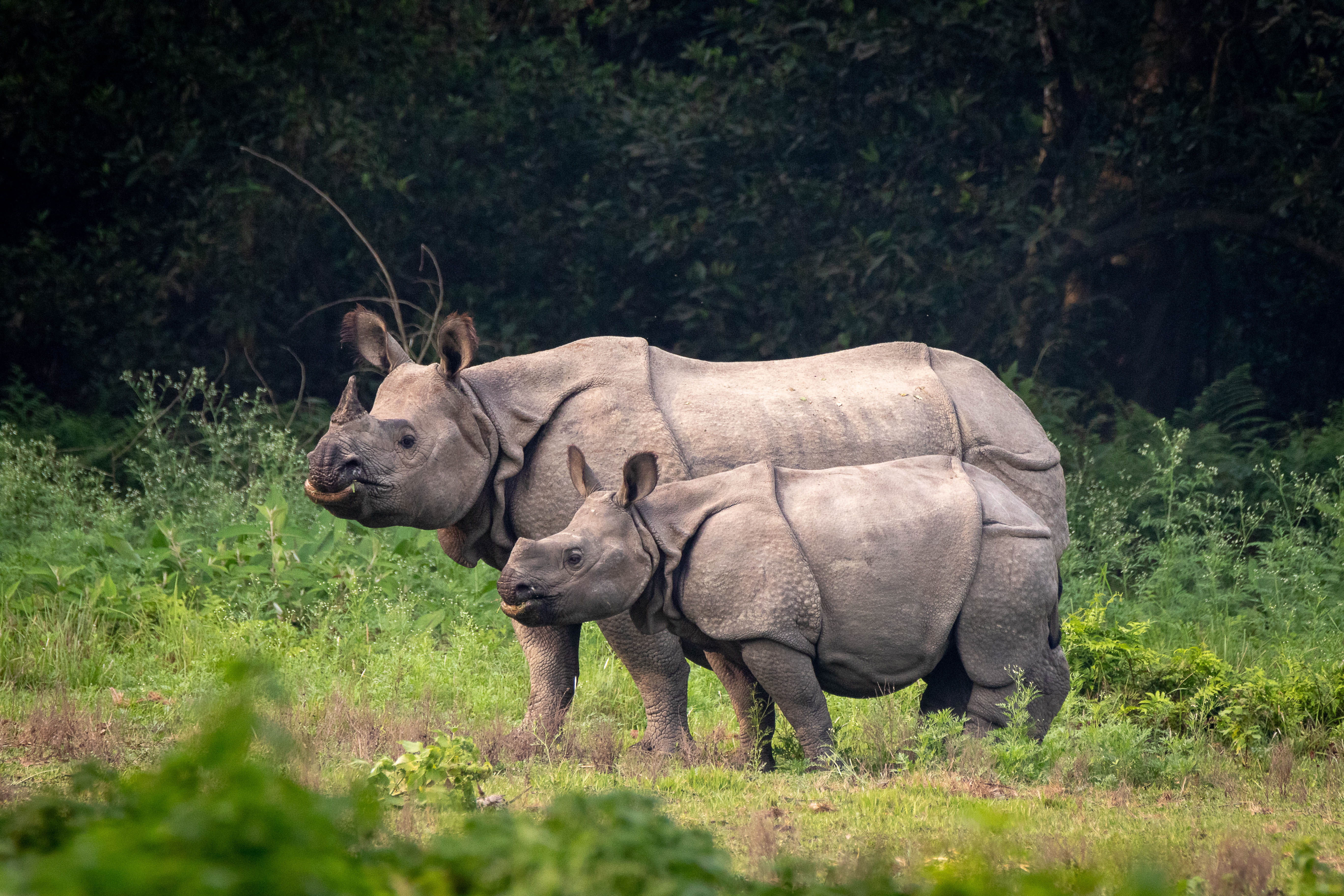
Индийский носорог
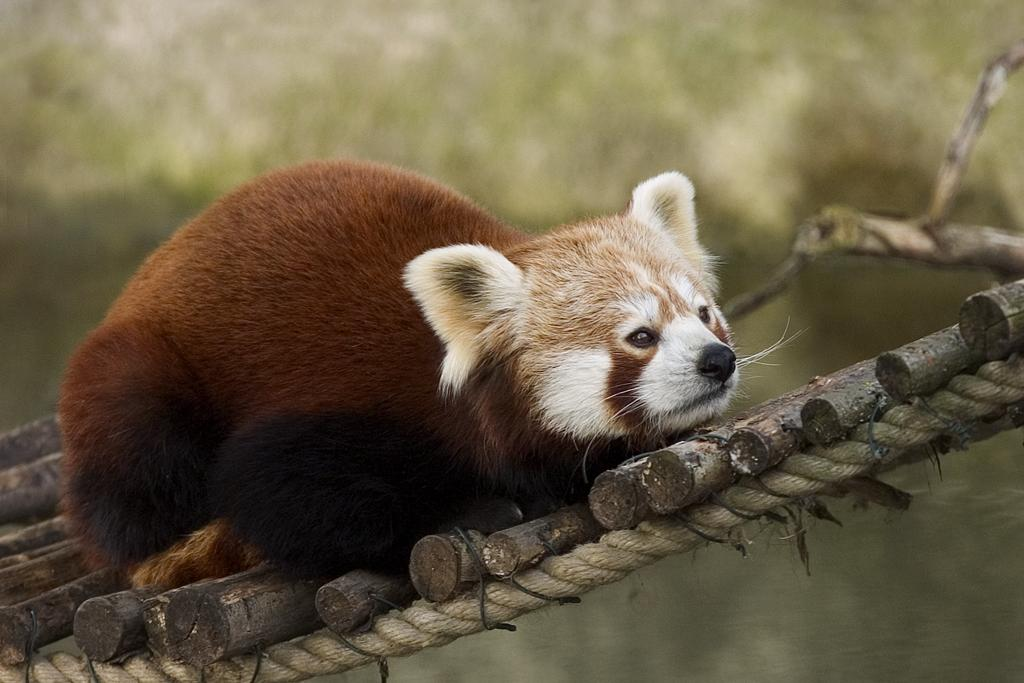
Красная панда
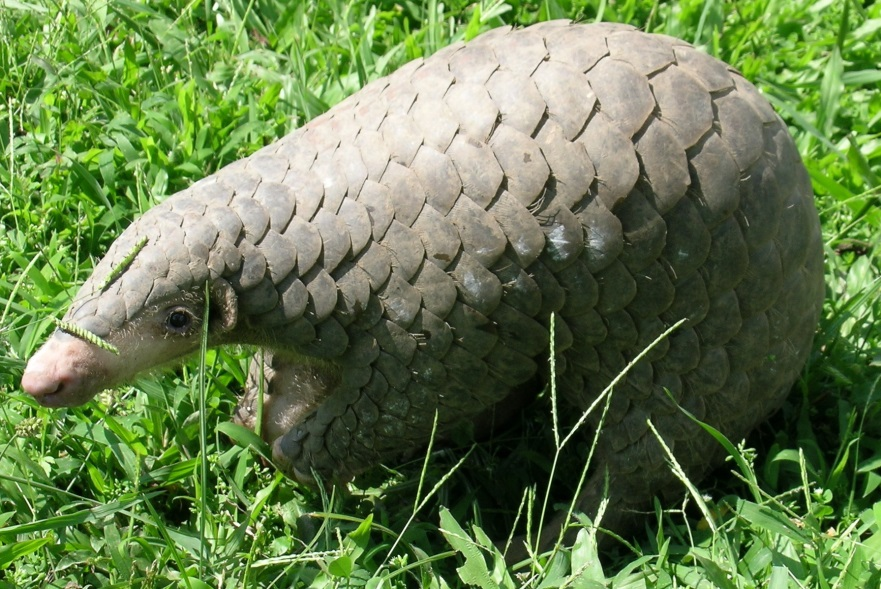
Китайский панголин

В Непале живет около 180 видов млекопитающих, в том числе 31 вид находящийся по угрозой вымирания. В Непале живут бенгальский тигр, дымчатый леопард, индийский носорог, индийский слон, мраморный кот, индийский и китайский панголин, красная панда, снежный барс, тибетский волк и лисица.

### Птицы

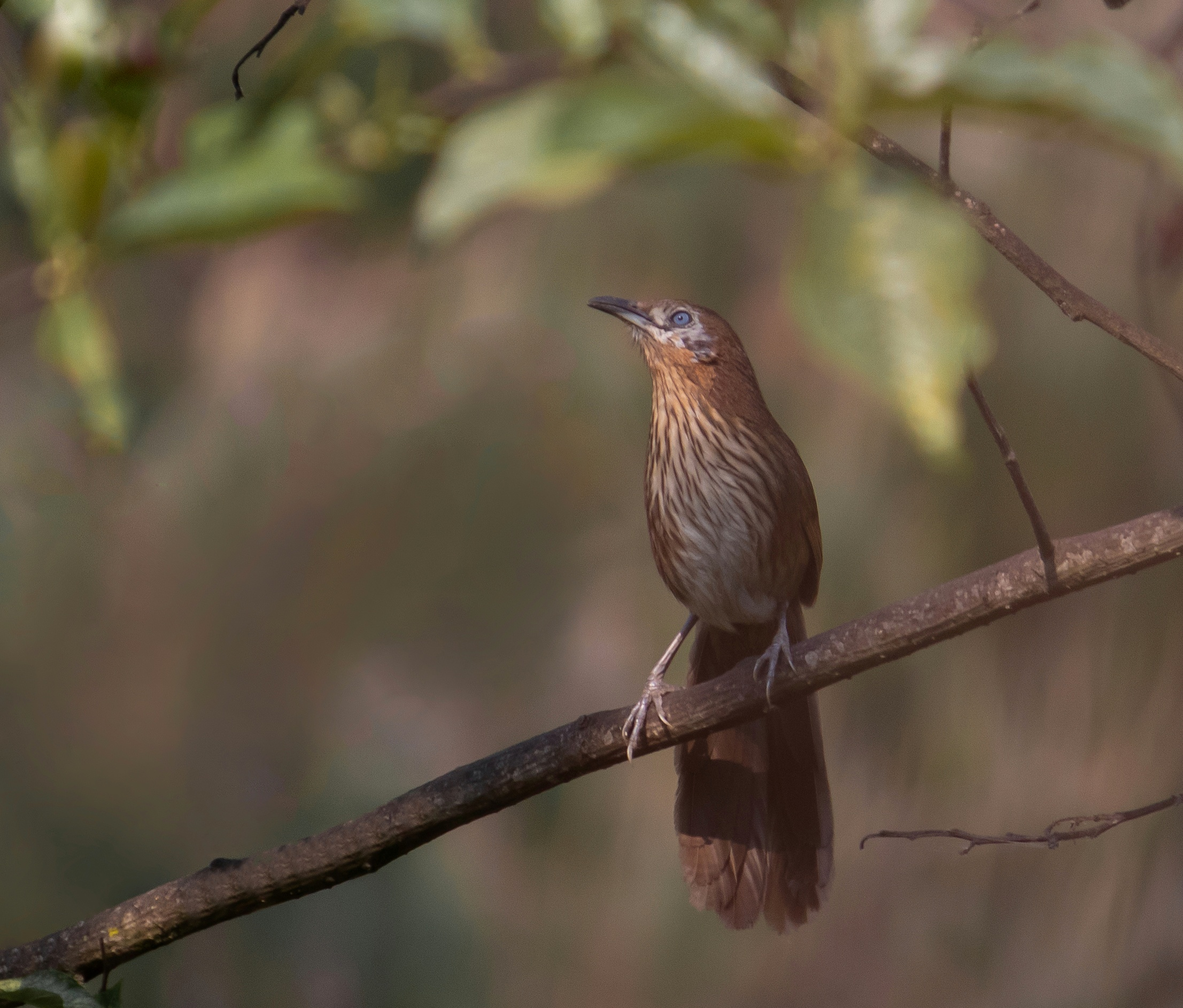
Колючая дроздовая тимелия
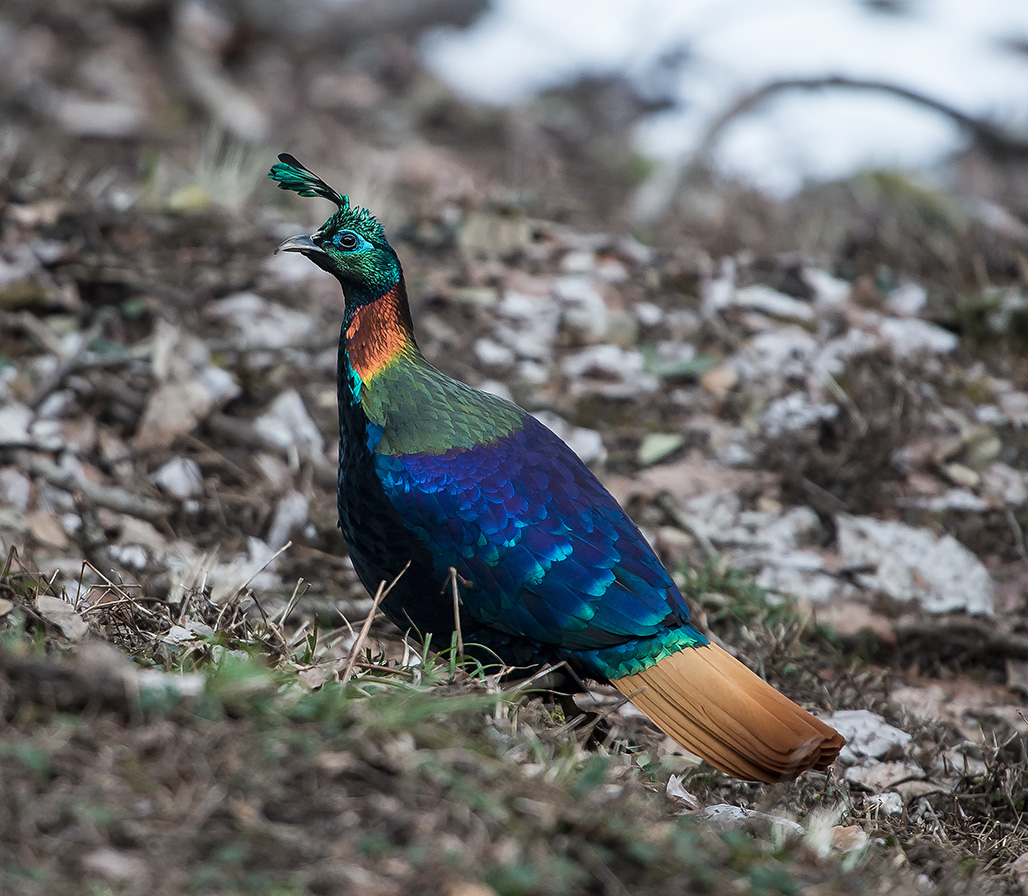
Гималайский монал
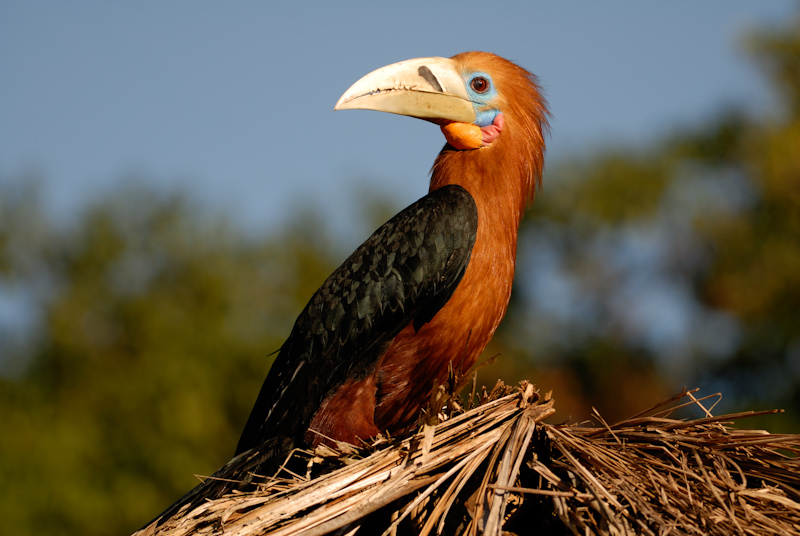
Рыжешейная птица-носорог

В стране насчитывается около 27 ключевых орнитологических территорий. В Непале живет около 800 видов птиц, 38 из которых находятся под угрозой вымирания, один вид является эндемиком.
Национальной птицей является гималайский монал, относящийся к семейству фазанов. Единственным эндемичный вид птиц — колючая дроздовая тимелия.
В Непале живет 8 видов аистов, 3 вида журавлей, 5 видов фазанов, 17 кукушек, 30 мухоловок, 60 миневеток и многие другие. Ещё в Непале распространены: скопа, стервятник, грифы, различные орлы и соколы, сапсан, птица-носорог и другие.

### Рептилии

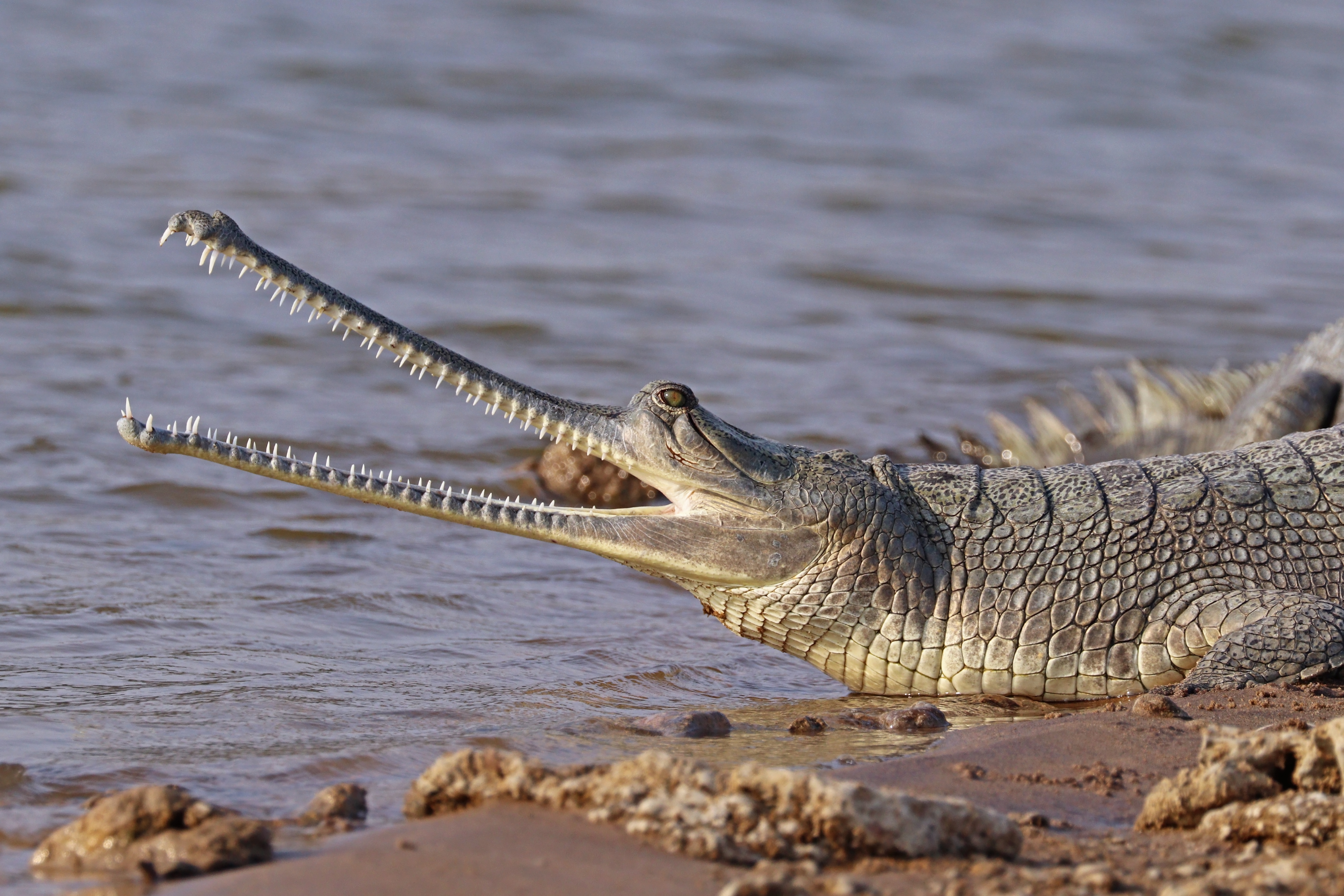
Гавиал
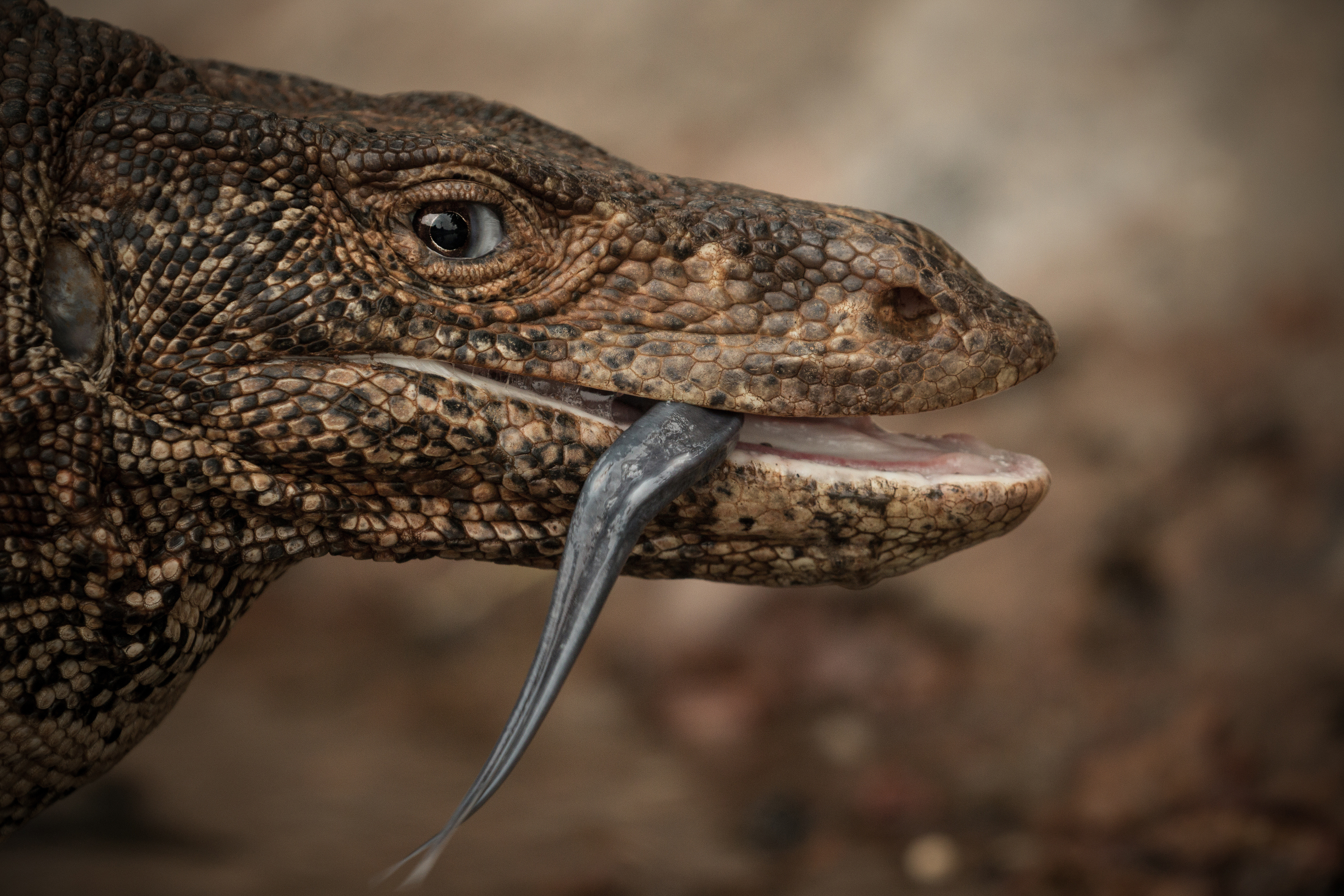
Бенгальский варан
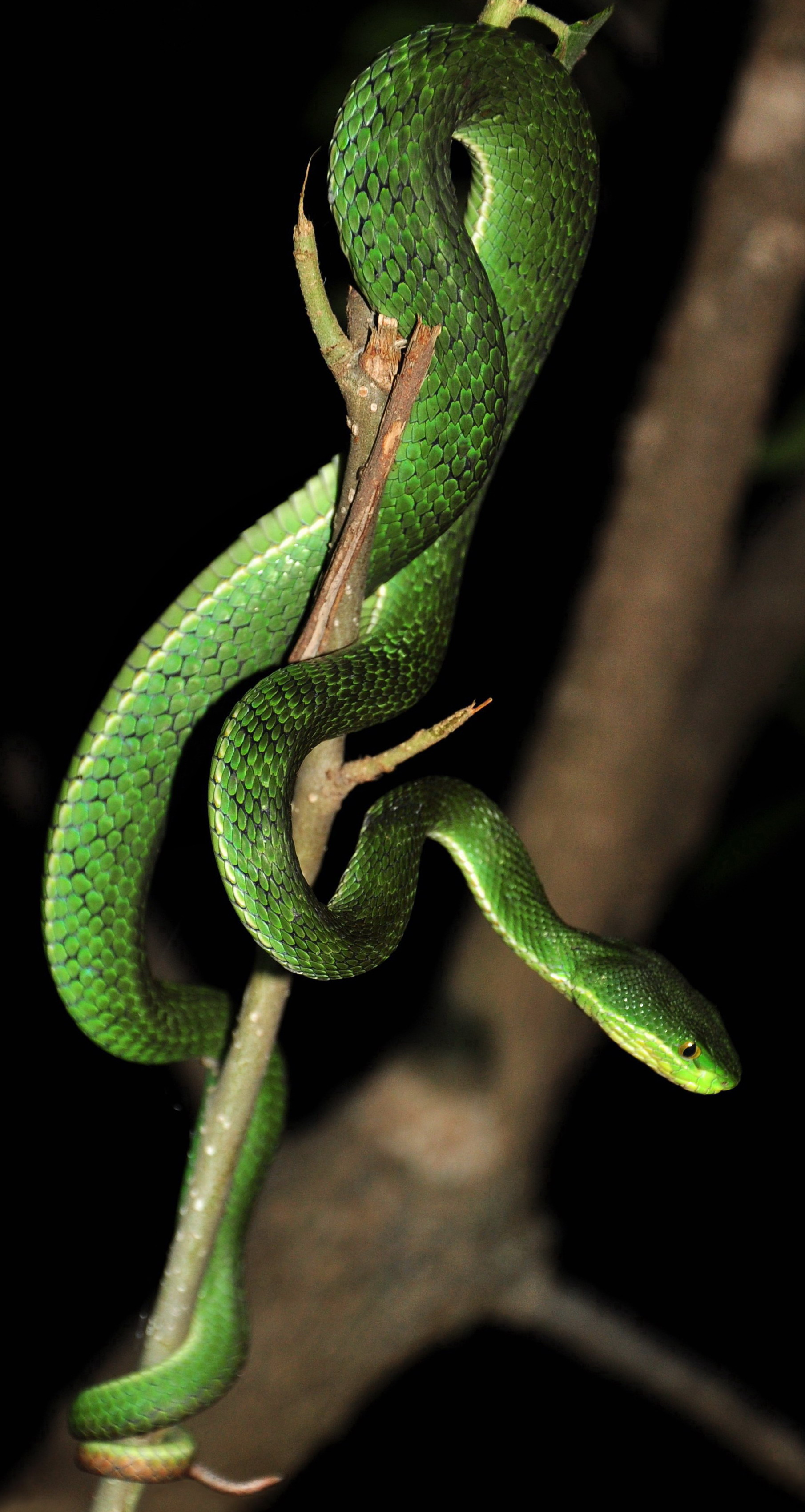
Непальская гадюка

В стране обитают самые различные рептилии от гадюк до варанов. Наиболее яркими примерами являются: бенгальский варан, жёлтоголовая индийская черепаха, непальская гадюка (Trimeresurus septentrionalis), жёлтый варан. Видами эндемиками являются Cyrtodactylus martinstolli и Sitana fusca.
В 2019 году было обнаружено первое успешное место гнездования и размножения гавиалов в Непале впервые с 1982 года.

## Флора

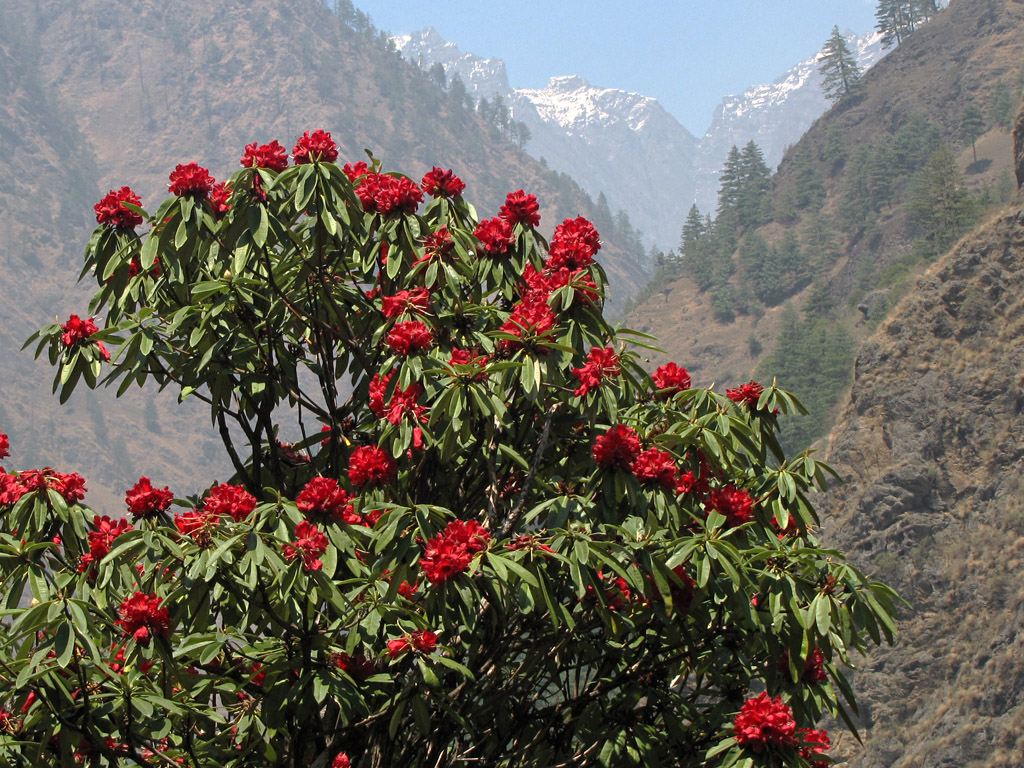
Рододендрон древесный
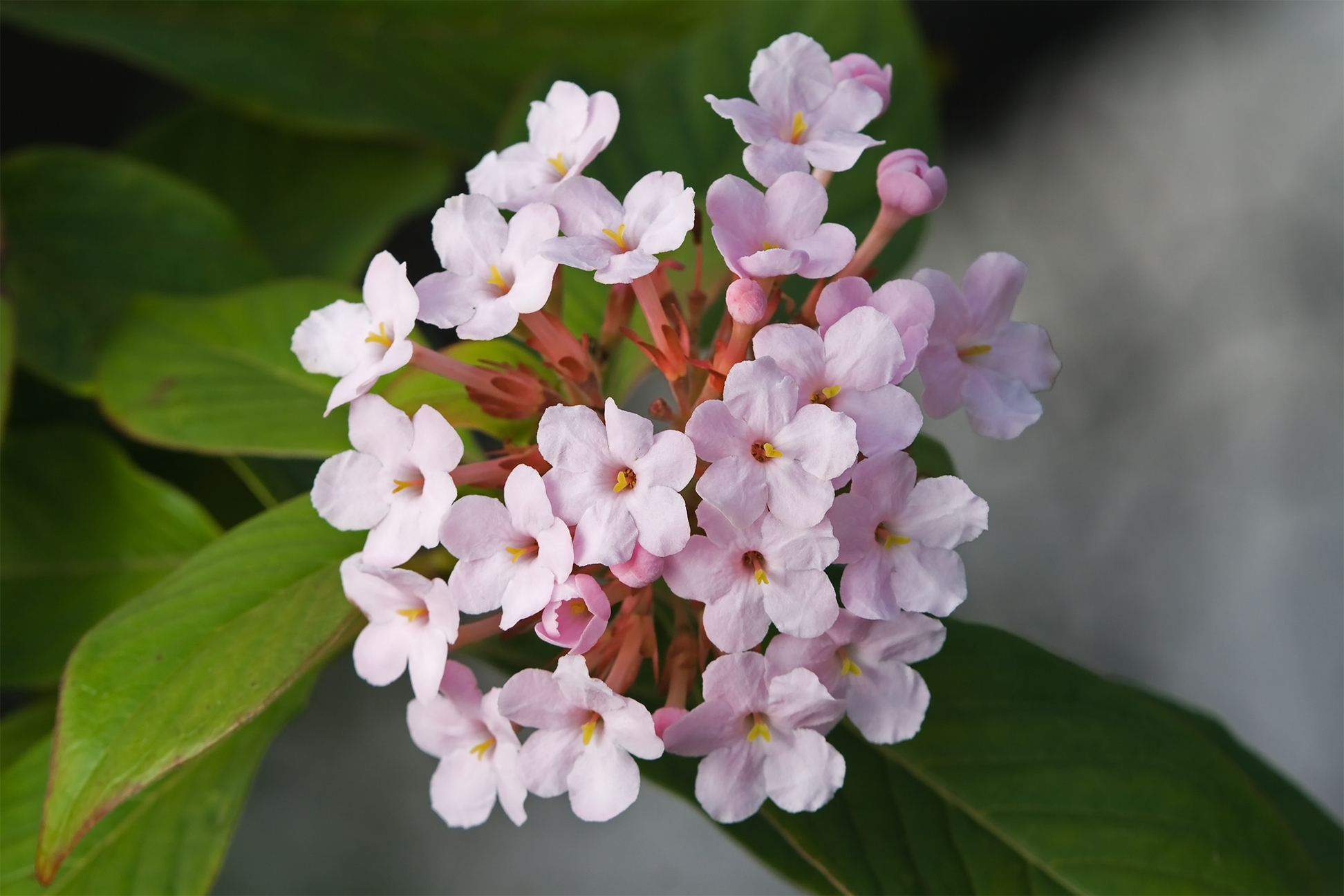
Luculia gratissima

Согласно исследованию 1980-х годов в Непале насчитывается более 5000 растений, большая часть которых (5041 вид) является покрытосеменными и всего 26 видов голосеменные.
В районе Тераи растут лиственные, бамбуковые, пальмовые и саловые деревья. Наиболее известные растения: дягиль лекарственный, Luculia gratissima, Persicaria affinis.
В Непале насчитывается 2532 вида сосудистых растений, 400 из которых эндемики.

### Рододендрон

Герб Непала с венком из рододендрона

Рододендрон является национальным цветком Непала. Наиболее популярным видом является древесный рододендрон (Rhododéndron arbóreum), изображенный на гербе Непала. Рододендрон широко распространен и выращивается по всей стране.